# Lingner Altstadtgarten Dresden
Der Lingner Altstadtgarten Dresden ist ein geplanter Wohnkomplex mit Gewerbeflächen auf dem ehemaligen Robotron-Gelände in der Dresdener Innenstadt.

## Robotron-Gelände ab 1968
Die SED-Kreisleitung entschloss sich im Jahre 1968, in der Stadtmitte Dresdens einen neuen Gebäudekomplex für die Entwicklung und Herstellung von Rechentechnik an der Leningrader Straße gegenüber dem Neuen Rathaus zu bauen. Der 1969 bis 1972 vom VEB Wohnungs- und Gesellschaftsbau erstellte Gebäudekomplex bestand aus einem L-Bau (Kombinatsleitung, heute Motel), dem Atrium I (ZFT) und Atrium II (Robotron-Messelektronik und Betriebspoliklinik), einem Sozialgebäude (Betriebsgaststätte) sowie dem Rechenzentrum (später Teppichladen).

## Übergang an die Treuhand 1990
Die Regierung Modrow erließ zum 1. März 1990 eine Verordnung, wonach Volkseigene Kombinate und Volkseigene Betriebe (VEB) in Gesellschaften mit beschränkter Haftung (GmbH) oder Aktiengesellschaften (AG) mit der Treuhandanstalt als Gesellschafter umzuwandeln waren. Auf Grundlage dieser Verordnung wurde als Beauftragter der Treuhand für die Bildung des Aufsichtsrates für den VEB Kombinat Robotron mit Wirkung vom 30. Juni 1990 Prof. Dr. Gerhard Merkel, damals Direktor des Instituts für Informatik und Rechentechnik der Akademie der Wissenschaften der DDR sowie Mitglied des Forschungsrats der DDR, berufen.
Am 1. Juli 1990 trat das von der am 18. März 1990 gewählten letzten Volkskammer der DDR beschlossene Treuhandgesetz vom 17. Juni 1990 in Kraft. Somit endete die Beauftragung von Prof. Dr. Gerhard Merkel bereits nach einem Tag. Die Treuhand hatte nun die Aufgabe, möglichst kurzfristig die „Effizienz und Wettbewerbsfähigkeit der Unternehmen zu sichern“ (§ 8 Treuhandgesetz) oder, wenn das nicht möglich war, stillzulegen. Unter diesen Umständen beendeten der VEB Kombinat Robotron und seine Betriebe unmittelbar vor der Deutschen Wiedervereinigung am 3. Oktober 1990 ihre Rechtsfähigkeit von Amts wegen.
Es gab bereits kurz nach der Insolvenz Pläne, das Areal abzureißen und einen Wohnkomplex zu bauen. Diese Pläne wurden aber wieder verworfen.

## Erwerb durch die Moll Bau GmbH 1992
1991 wurde als Tochtergesellschaft der Treuhandanstalt die Treuhand Liegenschaftsgesellschaft mbH (TLG), die heutige TLG Immobilien, gegründet. Dieser oblag die Verwaltung, Verwertung und Entwicklung der Immobilienbestände in den neuen Bundesländern im Besitz der Treuhandanstalt. Das zum „wesentlichen Entwicklungsbereich“ südliche Pirnaische Vorstadt gehörende Robotrongelände war „klar als Erweiterungsfläche für die Dresdner Innenstadt definiert“. Die TLG verkaufte es 1992 an die 1990 gegründete Moll Bau Dresden GmbH. Mit dieser GmbH sollten die Kapazitäten der 1932 gegründeten und im württembergischen Gruibingen ansässigen heutigen Georg Moll Tief- + Straßenbau GmbH + Co KG im Osten Deutschlands ausgeweitet werden. Die Moll Bau Dresden GmbH war zu diesem Zeitpunkt bereits mit der versuchten Übernahme des VE BMK Kohle und Energie, Kombinatsbetrieb Industriebau Dresden, gescheitert.
Die mit dem Aufbau Ost verbundenen Hoffnungen auf eine rasante Angleichung der wirtschaftlichen Verhältnisse realisierten sich jedoch nicht wie 1992 erwartet. Insbesondere der Immobiliensektor enttäuschte sehr stark gegenüber den anfangs zu optimistischen Markteinschätzungen. Die Planungskonzepte auf der Grundlage des städtebaulichen Ideenwettbewerbs „Östlicher Altstadtring/Pirnaische Vorstadt“ von 1994 bis 1998 konnten infolge der zunächst negativen demographischen Entwicklung, verbunden mit weiterhin erheblichen Flächenpotentialen in der Innenstadt, nicht umgesetzt werden.
Die Gebäude wurden demzufolge ohne Werterhaltung abgenutzt und 1999 die heutige Georg Moll Tief- + Strassenbau GmbH + Co. KG mit dem alleinigen Gesellschafter Rolf Gehrer gegründet, der 1993 als Geschäftsführer bestellt worden war. Nachdem die neue Firma in Gruibingen ein neues Betriebsgelände erwarb, worauf dann ein neues Verwaltungsgebäude sowie eine neue Abteilung Bauwerkserhaltung errichtet wurden, musste am 13. August 2009 die in Dresden-Alttorna ansässige Moll Bau Dresden GmbH abgemeldet werden.

## Werkstattverfahren 2009
Die Stadt hatte 2008 das städtebauliche Werkstattverfahren „Umgestaltung Südliche Pirnaische Vorstadt/Robotron-Gelände“ begonnen, wofür ausgewählte Architekten Entwürfe zur Umgestaltung des Areals vom Stadion bis einschließlich des Robotron-Komplexes einreichten. Das Planungsleitbild Innenstadt 2008 formulierte für das Robotron-Gelände: „Nach Auslaufen der heutigen Nutzungen im sogenannten Robotronareal kann hier, zwischen Park und Promenadenring gelegen, langfristig ein neuer hochwertiger Standort für vielfältige Büronutzungen entstehen.“ Zur Teilnahme aufgefordert waren die Architekten und Stadtplaner Knerer und Lang (Dresden), Schellenberg und Bäumler Architekten GmbH (Dresden), Studio TZ (Christian Hellmund, Ulrich Trappe und Roland Züger, Dresden), Pesch und Partner (Stuttgart) und Atelier Loidl, Landschaftsarchitekten und Stadtplaner PartG (in Zusammenarbeit mit dem Architekten Jörg Wessendorf, Berlin). In der Zeit vom 20. Februar bis 6. März 2009 waren die Entwürfe im Lichthof des Rathauses sowie vom 10. März bis zum 20. März 2009 im Foyer des Technischen Rathauses öffentlich ausgestellt.
Sieger des Werkstattverfahrens wurde der Entwurf des Atelier Loidl, Landschaftsarchitekten und Stadtplaner PartG (in Zusammenarbeit mit dem Architekten Jörg Wessendorf, Berlin): „Hochwertige Bauten für Wohnen und Arbeiten vis-à-vis dem Deutschen Hygiene-Museum sind geplant. Die herausragende Lage der Lingner Park-Stadt... eröffnet viele Nutzungsoptionen.“ Das Robotronareal sollte verdichtet werden und damit dem neuen, innerstädtischen „Centralpark“ einen „urbanen Rahmen“ geben. Nur wenige, behutsame Soforteingriffe sollten die Standortqualität deutlich verbessern.
Mit der Insolvenz von Werner Moll am 13. August 2009 lagen erst einmal sämtliche Pläne zum Robotron-Gelände auf Eis. Nur die Mietverträge liefen weiter, zu diesem Zeitpunkt unter anderem mit einem Jugendhotel und einer Behindertenschule.

## Immobilien-Projekt Lingner Altstadtgarten Dresden GmbH 2014
Nach der Insolvenz von Werner Moll 2009 wurde das Robotron-Gelände von der Lingner Stadt Immobilienmanagement GmbH weiter verwaltet und die Immobilie zum Verkauf ausgeschrieben.
Im Oktober 2014 konnte der Dresdner Immobilienhändler Wulff Aengevelt von Aengevelt Immobilien mit der IMMOVATION AG in Kassel nach langer und intensiver Suche für große Teile des Grundstücks einen geeigneten Käufer finden.
Für den Ankauf des Robotron-Geländes wurde neben der Immokles AG (mit Satzung vom 30. Oktober 2014 gegründet und am 24. November 2014 in das Handelsregister eingetragen) die Immobilien-Projekt Lingner Altstadtgarten Dresden GmbH (mit Gesellschaftervertrag am 30. Oktober 2014 gegründet und am 4. Dezember 2014 in das Handelsregister eingetragen) ins Leben gerufen. Die drei Vorstände der AG waren auch die drei Geschäftsführer der GmbH.
Das Projekt auf dem nunmehr 98.700 Quadratmetern großen Areal erhielt den Namen Lingner Altstadtgarten Dresden. Vorstand und Geschäftsführer Lars Bergmann zeigte sich vom Gelingen überzeugt: „Dresden gehört zu den Städten in Deutschland, deren Bevölkerung weiter wachsen wird und die noch ein großes Entwicklungspotenzial haben.“ Die Lohnbach Investment Partners GmbH aus Frankfurt am Main hatte Werner Moll beim Verkauf beraten. Über den Kaufpreis wurde Stillschweigen vereinbart. Die Bilanzsumme betrug für die Immobilien-Projekt Lingner Altstadtgarten Dresden GmbH 21,6 Millionen Euro im Jahr 2014 und 24,3 Millionen Euro im Jahre 2015 (davon waren 8,84 Millionen Euro Eigenkapital und 15,66 Millionen Euro Verbindlichkeiten).
Seit dem 8. Dezember 2015 dient das Grundstück des Wohnbauprojektes „Lingner Altstadtgarten“ mittels Grundschuld als 100%ige Besicherung einer nicht-öffentlichen Anlage der Immokles AG in Höhe von 35 Millionen Euro mit einer Laufzeit bis zum 8. Dezember 2020 und einem Zins von 4,0 % p. a., welche „vollständig im Rahmen einer Privatplatzierung von den Barmenia Versicherungen und einer Pensionskasse gezeichnet“ wurde. „Die Emission wurde von der Equinet Bank AG als Lead Manager und Sole Bookrunner begleitet - die Funktion des Sicherheiten-Treuhänders wurde von der Rödl Treuhand Hamburg GmbH übernommen“.
Wie im Falle der Anleihe in Höhe von 30 Millionen Euro der IMMOVATION-Tochtergesellschaft IPSAK im Jahre 2012, wo mit dem Kapital aus der Anleihe bisher fünf Tochtergesellschaften gegründet wurden, entstanden und entstehen mit dem Kapital aus der IMMOKLES-Anleihe weitere Tochtergesellschaften der IMMOVATION AG.

## Werkstattverfahren Zinzendorfstrasse 2015
Vom 6. Juli bis 24. August 2015 wurde durch die Landeshauptstadt Dresden und die Immobilien-Projekt Lingner-Altstadtgarten Dresden GmbH Kassel als Eigentümerin großer Flächen ein Werkstattverfahren ausgelobt, um die „bauliche Entwicklung des Gebietes zwischen der St.-Petersburger Straße, der Lingenerallee, der Zinzendorfstraße und der Bürgerwiese“ durchzuführen. Zur Teilnahme aufgefordert wurden die Architekten und Stadtplaner KARO Architekten (Leipzig), Prof. Christoph Mäckler Architekten (Frankfurt), Peter Kulka Architektur Dresden GmbH (Dresden), Kister, Scheithauer, Gross – Architekten und Stadtplaner GmbH (Köln), APB Architekten (Hamburg, mit Johannes Wienke, Dresden) und die IMMOVATION-Tochtergesellschaft Global Conzept (Kassel). In der Ergebnispräsentation am 31. August 2015 wurde der Entwurf des Büros Peter Kulka Architektur Dresden GmbH als Grundlage der weiteren Planung bestimmt. „Der Entwurf soll nach seiner Fortschreibung/Überprüfung Grundlage für den zweiten Teil des Verfahrens und des späteren Bebauungsplans werden“.
Ende 2015 wurde mit dem Entfernen des Asbestes begonnen. Die Häuser sollen jeweils 5 Stockwerke haben und jedes soll anders aussehen.
Der Wohnpark soll von der St. Petersburger Straße bis zum Hygiene-Museum und vom Hotel Dorint bis zur Erich-Kästner-Schule entstehen. 1/4 des Areals wird für Parkflächen bzw. die Erweiterung des Blüherparkes verwendet. Des Weiteren wird die 2006 gebaute Skaterampe bestehen bleiben.
Die Baumaßnahmen sollen von 2017 bis voraussichtlich 2025 stattfinden. Der Bau des ersten Hauses soll ab dem 3. Quartal 2017 beginnen.

## Bauvorbereitung und Baubeginn
Nach fast 10-jährigen ruhen von arbeiten werden seit Juli 2024 offiziell archäologische Ausgrabungen vollzogen, welche voraussichtlich im November 2024 beendet werden. 
Die offiziellen Arbeiten beginnen im Jahr 2025. Ein genauer Termin ist noch nicht bekannt gegeben.